# Robert Carl Charpentier

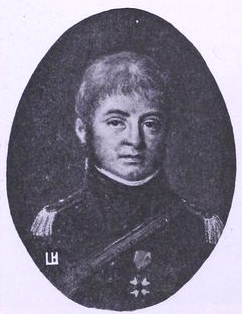
Robert Carl Charpentier

Robert Carl Charpentier, född 1766 och död 1830, var en svensk militär.
Charpentier deltog som stabslöjtnant i kriget 1788-1790, hade 1808 avancerat till major i armén och erhöll vid krigsutbrottet befäl över ett batteri, deltog med utmärkelse i striderna vid Ny-Karleby och Ruona samt blev chef för artillerireserven, erhöll 1811 överstelöjtnants avsked och bosatte sig på sitt gods Hahkiala i Finland.